# Pyrohiwci (obwód czernihowski)
Pyrohiwci (ukr. Пирогівці) – wieś na Ukrainie, w obwodzie czernihowskim, w rejonie pryłuckim, w hromadzie Suchopołowa. W 2001 liczyła 377 mieszkańców, wśród których 365 wskazało jako ojczysty język ukraiński, a 12 rosyjski.